# Вербова (балка)
Вербова (рос. Б. Вербовая) — балка (річка) в Україні у Вільнянському районі Запорізької області. Права притока Вільнянки (басейн Дніпра).

## Опис
Довжина річки 14 км (реальна довжина балки становить приблизно 22,41 км), похил річки 3,9 м/км, площа басейну водозбору 97,4 км, найкоротша відстань між витоком і гирлом — 16,13 км, коефіцієнт звивистості річки — 1,39. Формується декількома балками та загатами. На деяких ділянках балка пересихає.

## Розташування
Бере початок у селі Козаківське. Тече переважно на південний захід через села Новогупалівку (рос. Вербовая), Грізне, Новотроїцьке, Гнаровське і на північно-східній околиці села Михайлівки впадає в річку Вільнянку, ліву притоку Дніпра.
Населені пункти вздовж берегової смуги: Георгіївське.

## Цікаві факти
- У пригирловій частині балку перетинає автошлях М18[2] (автомобільний шлях міжнародного значення на території України. Проходить територією Харківської, Дніпропетровської, Запорізької, Херсонської областей та АРК. Збігається з частиною європейського маршруту E105 (Кіркенес — Санкт-Петербург — Москва — Харків — Ялта)).
- У XIX столітті на балці у селі Вербова існувало багато вітряних млинів[1].